# Хутір Власових
Хутір Власових — колишній хутір у Буряківській сільській раді Янушпільського району Бердичівської округи, Українська СРР.

## Населення
Відповідно до перепису населення СРСР 17 грудня 1926 року, чисельність населення становила 58 осіб, з них 28 чоловіків та 30 жінок; за національністю — українці. Кількість господарств — 13.

## Історія
Час заснування — невідомий. До 1923 року входив до складу Янушпільської волості Житомирського повіту Волинської губернії, до червня 1925 року — до складу Янушпільського району Житомирської округи. Станом на 17 грудня 1926 року — хутір Буряківської сільської ради Янушпільського району Бердичівської округи. Відстань до центру сільської ради, с. Буряки становила 3 версти, до районного центру, містечка Янушпіль — 3 версти, до окружного центру в Бердичеві — 26 верст, до найближчої залізничної станції, Демчин — 15 верст.
Знятий з обліку населених пунктів до 1 жовтня 1941 року.